# Пульвер, Лев Михайлович
Лев Михайлович Пульвер (при рождении Лейб Пульвер; 6 [18] декабря 1883, Верхнеднепровск, Екатеринославская губерния, Российская империя — 18 марта 1970, Москва) — российский и советский композитор и музыкант. Народный артист РСФСР (1939).

## Биография
Родился в Верхнеднепровске Екатеринославской губернии, ныне в Днепропетровской области, Украина.
Учился игре на скрипке с раннего детства: сначала, на слух, у своего отца-музыканта, с семи лет — по нотам у мужа сестры Ш. Двойрина, ученика знаменитого чешского скрипача, композитора и музыкального педагога Отакара Шевчика.

С десяти лет играл клезмер в «капеллах», выступал с исполнением концертов Феликса Мендельсона и других классических произведений.
В 1898—1901 гг. был скрипачом в оркестре театральной труппы Марка Кропивницкого, для которой сочинил, опираясь на украинский фольклор, музыку к спектаклю «Ой, не ходи, Грицю» по пьесе Михаила Старицкого.
В 1902 году с русской театральной труппой приехал в Петербург, занимался у студента-скрипача Д. Бертье (1882—1950, с 1922 года — профессор Киевской консерватории) — ученика Леопольда Ауэра, поступил в Санкт-Петербургскую консерваторию, которую после перерыва в 1905—1907 гг., связанного с отчислением «за участие в студенческих волнениях», окончил в 1908 году по классу скрипки (у Николая Галкина), а также как композитор (у Анатолия Лядова и Николая Соколова).
В 1909 году стал солистом-альтистом оркестра Большого театра в Москве, в котором служил до 1923 года.
До 1918 года — преподаватель Музыкально-драматического училища Московского филармонического общества, вёл классы скрипки, альта и квартета.
В 1919—1920 годах — один из участников Квартета Страдивари (первая скрипка — Давид Крейн).
В 1920—1922 годах играл на альте в квартете музыкального отдела Наркомпроса (первая скрипка — Лев Цейтлин, вторая скрипка — Абрам Ямпольский, виолончель — Леонид Пятигорский). Дирижировал симфоническими оркестрами в Киеве, Харькове и Минске.
В 1922—1949 годах — музыкальный директор и дирижёр Московского Государственного Еврейского театра (ГОСЕТ). Автор музыки к 42 спектаклям театра, в том числе к важнейшим в истории театра: «200 000» (1923), «Путешествие Вениамина Третьего» (1927), «Глухой» (1930), «Король Лир» (1935), «Бар Кохба» (1938), «Фрейлехс» (1945). В газете Известия, № 54, 03 марта 1928 года сообщается, что "5 марта в Моск. гос. еврейском театре состоится чествование зав. музыкальной частью и главного дирижера Госета, композитора Л.М.Пульвера по случаю тридцатилетия его музыкально-театральной деятельности. В юбилейный вечер пойдет премьера "Человек воздуха" , музыка к которой написана юбиляром".
Льву Пульверу принадлежит музыка к обозрению «Под куполом цирка» (1933; тексты И. Ильфа, Е. Петрова, В. Катаева), спектаклям «Тевье-молочник» (1940) в Харьковском украинском театре имени Т. Шевченко и «Уриэль Акоста» (1940, по К. Гуцкову) в Малом театре (Москва).
Автор оперетт «Гулливер» (1907), «Как её зовут» (1938) и «Моряки» (1940), ряда песен (преимущественно на тексты еврейских поэтов).
Музыка Пульвера, главным образом, строится на интонациях еврейского фольклора. В воспоминаниях «Эпизоды моей жизни» («Советиш геймланд», 1970, № 2) композитор отмечал особое отношение к музыке спектакля Соломона Михоэлса, с которым композитор сотрудничал много лет. Выразительные и запоминающиеся мелодии композитора легли в основу многих еврейских народных песен, а его обработки вошли в профессиональный концертный репертуар.
Автор музыки для фильмов: «Еврейское счастье» («Менахем Мендель») (1925), «Белая смерть» (1932), «Граница».
Проживал в Москве в Большом Козихинском переулке, д. 23, кв. 17.
Большинство произведений Пульвера не издано, а местонахождение рукописей не установлено.

## Награды и звания
- Орден Трудового Красного Знамени (31 марта 1939) — за выдающиеся заслуги в развитии советского театрального искусства[1]
- Народный артист РСФСР (1939)
- Заслуженный деятель искусств РСФСР (1934)
- Заслуженный артист РСФСР (1928)